# اوه‌زا
اوه‌زا، روستایی است از توابع بخش مرکزی شهرستان چوار شهرستان چوار در استان ایلام ایران.

## جمعیت
این روستا در دهستان ارکوازی قرار داشته و براساس سرشماری سال ۱۳۸۵ جمعیت آن ۳۲۲ نفر (۶۰خانوار) بوده است.